# Euprymna berryi
Euprymna berryi Sasaki, 1929 è un mollusco cefalopode appartenente alla famiglia Sepiolidae.

## Distribuzione e habitat
Proviene dall'area dell'oceano Indiano e dell'oceano Pacifico che si trova tra Giappone, Taiwan e India. Predilige le zone con substrati molli, fangosi o sabbiosi, dove può seppellirsi durante il giorno, fino a 107 m di profondità.

## Descrizione
È una specie di piccole dimensioni: il mantello delle femmine, molto simili a Euprymna morsei, non supera i 5 cm, e quello dei maschi è di lunghezza ancora inferiore, di 3 cm.

## Biologia

### Comportamento
Riemerge dalla sabbia durante la notte per nutrirsi. Può emettere luce per confondere i predatori.

### Riproduzione
Le uova sono arancioni e vengono deposte in grappoli.

## Stato di conservazione
Questa specie viene pescata in Cina, ma non con particolare frequenza, e viene classificata come "dati insufficienti" (DD) dalla lista rossa IUCN.